# Mohammad Sajjad Aghaei
Mohammad Sajjad Aghaei (* 15. Februar 2005) ist ein iranischer Sprinter, der sich auf den 400-Meter-Lauf spezialisiert hat. Über diese Distanz wurde er 2024 Hallenasienmeister.

## Sportliche Laufbahn
Erste Erfahrungen bei internationalen Meisterschaften sammelte Mohammad Sajjad Aghaei im Jahr 2022, als er bei den U18-Asienmeisterschaften in Kuwait in 48,37 s die Goldmedaille über 400 Meter gewann. Im Jahr darauf schied er bei den U20-Asienmeisterschaften in Yecheon mit 49,41 s im Vorlauf über 400 Meter aus und 2024 siegte er bei den Hallenasienmeisterschaften im heimischen Teheran in 47,95 s und sicherte sich zudem mit der iranischen 4-mal-400-Meter-Staffel in 3:13,96 min gemeinsam mit Arash Sayyari, Mir Mohammad Taleei und Ali Amirian die Bronzemedaille hinter den Teams aus Kasachstan und dem Irak. Ende April belegte er bei den U20-Asienmeisterschaften in Dubai in 48,13 s den sechsten Platz über 400 Meter.

## Persönliche Bestzeiten
- 400 Meter: 47,95 s, 18. Februar 2024 in Teheran